# Jules Vandooren
Pour les articles homonymes, voir Van Dooren.
Jules Vandooren, né le 30 décembre 1908 à Armentières et mort le 7 janvier 1985 à Calais, est un footballeur international et entraîneur français.
Il commence sa carrière au poste de défenseur latéral en 1927 et termine dans l'axe de la défense, vingt-cinq saisons plus tard, en 1952. Vandooren commence sa carrière à l'Olympique Lillois en tant qu'amateur marron avant de passer professionnel lors de la première saison professionnelle du football français en 1932-1933. Le club lillois remporte le titre cette année-là et collectionne les places d'honneur jusqu'au début de la seconde guerre mondiale en 1939.
Après avoir été démobilisé, Vandooren rejoint successivement le Red Star Olympique et le Stade de Reims en tant qu'entraineur-joueur et y remporte deux championnats de France "Zone Occupée" en 1941 et 1942. Le défenseur termine sa carrière de joueur dans le championnat de France amateur  à l'Arago Orléans (1943-1948) puis enfin au SM Caen (1949-1952) à l'âge de 43 ans.
Jules Vandooren compte également 22 sélections en équipe de France entre 1933 et 1942. Il participe à deux coupes du Monde, en 1934 en Italie et en 1938 en France. Durant cette période, Vandooren est d'abord aligné sur le côté de la défense avant de former, à partir de  1938, la charnière centrale des bleus avec Étienne Mattler.
Après douze saisons en tant qu'entraîneur-joueur, Vandooren part entrainer en Belgique, à La Gantoise (1952-1956). Il terminera sa carrière dans ce même pays quinze plus tard au Cercle de Bruges en 1966-1967, à nouveau à La Gantoise de 1967 à 1971 et finalement au Royal Excelsior Mouscron en 1971-1972. Entretemps, sa carrière est faite de retours, à l'Arago (1956-1959 et 1964-1966), et à Lille (1959-1961). Jules Vandooren fait également des passages au Tours FC, à Sedan et participe à la victoire du Sénégal aux Jeux de l'Amitié 1963 en tant qu'assistant technique de Raoul Diagne.

## Carrière de joueur

### Parcours junior et années lilloises

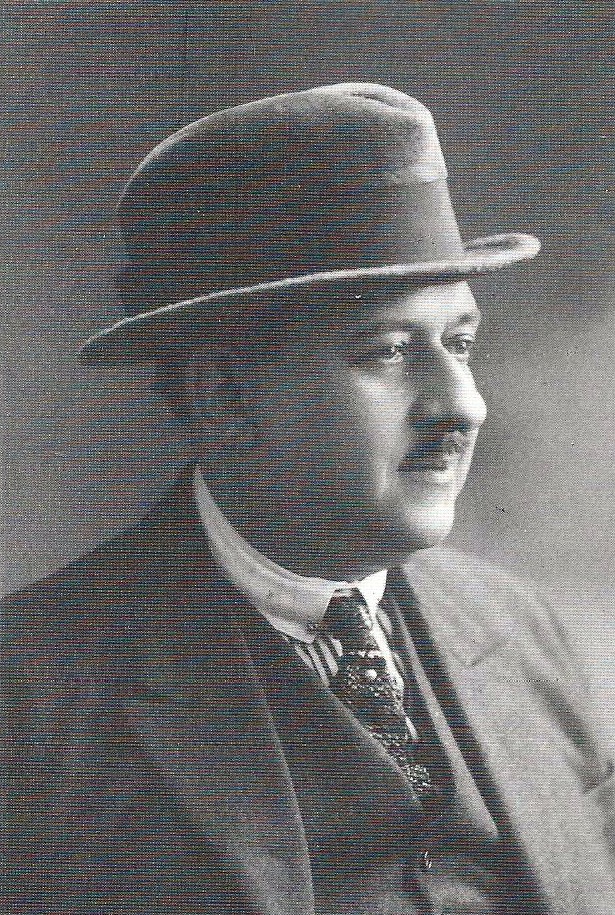
Henri Jooris, président de l'Olympique Lillois de 1919 à 1932

Bien qu'originaire d'Armentières, la famille Vandooren évacue le Nord durant la Première Guerre mondiale pour se réfugier dans la banlieue sud de Paris. Jeune, Vandooren s'y adonne dans un premier temps à l'athlétisme, où il excelle : 11 secondes aux 100 mètres et 1,76 m à la hauteur. Mais le père du joueur, veut en faire un footballeur et Jules commence sa formation au SC Choisy.
Après guerre, la famille retourne dans le Nord et Jules Vandooren passe par la JA Armentières puis par l'US Perenchies pour quelques matchs. Il avouera plus tard y bénéficié d'un statut d'amateur marron. Le grand club nordiste, l'Olympique lillois remarque ce défenseur latéral et il est transféré en 1927.
À la fin des années 1920, l' OL est présidé par Henri Jooris, une figure emblématique du sport dans la région. Cet industriel est, outre son poste de président de l’OL, président et fondateur de la ligue du Nord de football, et vice-président de la fédération française de football. Jooris ambitionne de faire de l' Olympique Lillois la citadelle du football régional et sous sa présidence, le club remporte quatre Championnats DH Nord.
C'est au stade Victor-Boucquey, que le défenseur écrit les premières lignes de son palmarès. En 1929 et 1931, l' Olympique est sacré champion de division d'honneur du Nord. En 1931 toujours, la Coupe Peugeot, embryon du futur championnat national, est perdue en finale face au FC Sochaux-Montbéliard (6-1).
En 1932, pour sortir de l'amateurisme marron, le football français se professionnalise, et l'OL participe, sous la direction de l'entraîneur belge Robert De Veen, au premier championnat de France professionnel. Lors de 10e journée, en l'absence de Vandooren, les Lillois subissent une sévère défaite 7-0 au stade Fernand Buisson de l'Olympique de Marseille. Mais les Dogues remporte néanmoins le Groupe A devant leur dauphins marseillais quelques mois plus tard. Le 14 mai 1933, les Lillois viennent à bout de l'AS Cannes en finale du championnat au Stade olympique Yves-du-Manoir sur un score de 4 buts à 3.

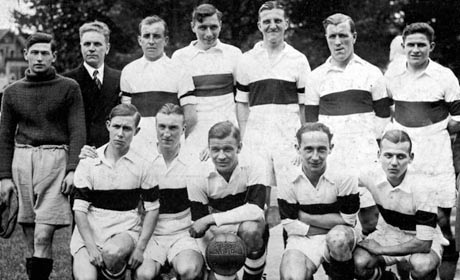
L'Olympique lillois, premiers champions de France professionnels de l'histoire en 1933.
En haut et de gauche à droite : Défossé, Hochart (dirigeant), Meuris, Vandooren, Beaucourt -, Mac Gowan, Théry. En bas et de gauche à droite : Decottignies, Lutterlock, Barrett, Varga, Winckelmans.

Durant toute la décennie, l'Olympique lillois se classe aux places d'honneur dans cette nouvelle compétition. 4e en 1934 et 2e en 1936, après avoir été leader pendant 21 journées et ce jusqu'à l’antépénultième rencontre. Les Lillois possèdent cependant la meilleure défense du championnat en encaissant seulement 32 buts. Ils sont ensuite 5e en 1937 et en 1939.
Le onze flandrien réalise un beau parcours en Coupe de France en 1939 n'étant défait qu'en finale face au RC Paris. Cette finale est le dernier match sous le maillot des « Dogues » pour Vandooren. À l'issue de ces douze saisons, il reste dans l'histoire comme le joueur le plus capé de l'Olympique lillois.
Durant ses années lilloises, les coéquipiers emblématiques de Jules Vandooren sont les gardiens internationaux Robert Défossé (1932-1938), et  Julien Darui (1937-1939) qui se succèdent dans les cages de l’OL. Vandooren passe respectivement dix, sept et six saisons aux côtés des Nordistes Georges Beaucourt (1928-1938), Georges Winckelmans (1929-1935 et 1936-1939) et Urbain Decottignies (1932-1939) tandis que d'autres internationaux français comme Georges Meuris (1932-1934), André Cheuva (1928-1932 et 1938-1943) et le recordman de buts du club Jules Bigot (1933-1939) portent également la vareuse des Dogues dans cette période. Plusieurs footballeurs d'origines étrangères de renom passent par le club nordiste durant les années 1930, tels les franco-hongrois Istvan Lukacs (1934-1936) et André Simonyi (1933-1935), le buteur Joseph Alcazar (1936-1937), et enfin Jean Snella (1934-1938), natif de Mengede.

### Mobilisation générale et transfert au Red Star

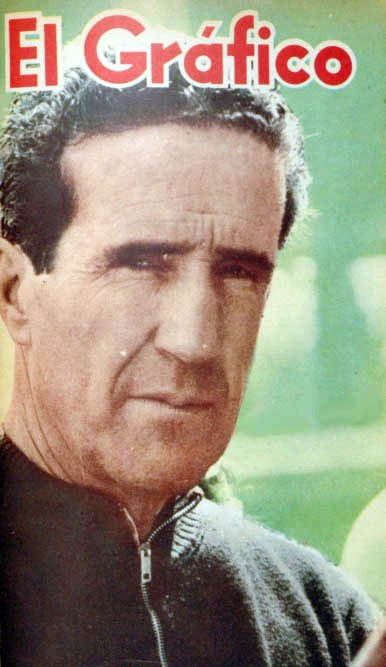
Helenio Herrera, partenaire de Vandooren en défense centrale au Red Star

En septembre 1939, la mobilisation générale fait passer nombre de footballeurs sous l'uniforme. La 3FA suspend les contrats des joueurs professionnels ce qui entraine de nombreux clubs à cesser leurs activités. Un championnat national divisé en trois groupes( Nord, Sud-Est, et Sud Ouest) est organisé. Dans le même temps la 3FA maintient la Coupe de France, mais sous une forme adaptée et rebaptisée en "Coupe Charles Simon". L'Olympique Lillois ne prend pas part à ces deux compétitions. Durant la saison 1939-1940, Vandooren est donc amateur et sous les drapeaux. Le nordiste ne joue que quelques matchs de bienfaisance et les matchs de l'équipe de France face au Portugal, fin janvier, et en Angleterre, début février.
À l'été 1940, dans l'impossibilité de rejoindre Lille en zone Interdite, Jules Vandooren s'engage, en compagnie de Julien Darui, en région parisienne, au Red Star. Le double transfert se réalise grâce à l'entremise de l'ancien Lillois Georges Meuris. L'Olympique Lillois s'oppose à ce transfert et prétend détenir les droits sur les deux joueurs, mais la FFF rejette l'appel du club nordiste et confirme leurs engagements au Red Star. Vandooren y devient entraîneur de toutes les équipes du club. Malgré le retour du professionnalisme, le seul emploi de footballeur, dans ses temps difficiles, ne suffit pas, aussi Vandooren a un second emploi dans l'alimentation.
Le club audanien a accédé à l'élite à l'été 1939, grâce notamment à Guillermo Stábile. Mais l'argentin, âgé de 35 ans, quitte l'Europe pour prendre en main la sélection « albiceleste ». Le club fondé par Jules Rimet articule son équipe autour de nombreux talents dont les anciens lillois Georges Meuris et André Simonyi. Outre Darui dans les cages, c'est Helenio Herrera, futur entraîneur à succès, qui est  associé à Vandooren en défense. Devant eux, Georges Séfelin est régulièrement aligné en pivot et l'entrejeu est formé au choix d'Henri Roessler dans un rôle de meneur, d'Alleaume, ou encore de Garnier. Les attaquants du noyau sont l'ailier droit international Alfred Aston, Georges Rose, Roger Thévenot, Vastag, et l'espagnol José Padrón,. Georges Hatz est gardien remplaçant.
Le Red Star domine la saison de bout en bout. Le club de Saint-Ouen bat lors de l'avant dernière journée, le 20 avril 1940, le FC Rouen par 7-1, et remporte le titre de champion de France « Zone Occupée » en 1941,.
Une semaine auparavant, le 13 avril 1941, le Red Star est battu lors de la finale "Zone Occupée" de la Coupe de France 1941. Les Girondins de Bordeaux l'emporte 3-1 au Parc des Princes grâce à des buts de Pruvot, François Szego et Henri Arnaudeau. Padrón réduit la marque à la 75e. Vandooren, nerveux et ému, passe à côté de son match.
Début juin, Vandooren remporte avec l'Équipe de football d'Île de France la Coupe des provinces françaises de football. Face à l'Équipe de football de Guyenne et Gascogne, Vandooren, en tant que capitaine, emmène son équipe à la victoire 3-2.
Durant cette saison, Vandooren devient l'idole des poulbots audaniens qui le considèrent comme un fils adoptif. Cependant malgré le soutien des supporters et la saison réussie, Vandooren décide de quitter Paris pour le Stade de Reims durant l'intersaison.D'une part, le provincial Vandooren n'aime pas la vie dans la trop grande ville de Paris. D'autre part, l'épouse du grand Jules ne s'adaptant pas au climat parisien, le Red Star le libère.

### Au Stade De Reims

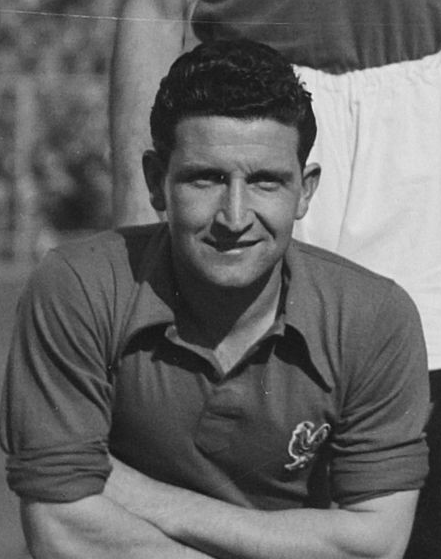
Albert Batteux (ici en 1949), coéquipier de Vandooren à Reims.

À 33 ans, Jules Vandooren devient  dans un premier temps entraîneur au Stade de Reims, et à la suite de la permission du Commissariat Général aux Sports du Régime de Vichy , devient joueur et capitaine du même club. Le nordiste se profile en un « entraîneur aux méthodes souvent dures qui impliquent parfois une peur de l'homme parmi les autres joueurs, mais aussi et surtout un profond respect ». Vandooren a également des fonctions de moniteur et s'occupe des espoirs du club durant les vacances.
Vandooren est aligné en défense centrale aux côtés de Carrara, la paire est rapidement surnommée “Doublepatte et Patachon” par la presse, au vu de leur différence de gabarit. Derrière eux, le gardien Jacques Favre garde les cages tandis que Brembilla, Frelin, Vernay ou encore Tobia complètent la défense. Devant eux, Marcel Perruchoud, André Petitfils et Gillis, forment la ligne médiane. François Szego arrive en provenance des Girondins de Bordeaux pour animer l'aile gauche de l'attaque. Les autres attaquants sont Deligny, Lucien Perpère, Hanus et Ignace. L'avant espagnol Padron, ex-coéquipier de Vandooren au Red Star, rejoint également la Champagne durant l'hiver.
Le succès est au rendez-vous, le club prend un excellent départ en enchainant cinq victoires avant d'être défait lors de la huitième journée au Red Star. L'hiver est plus difficile avec plusieurs matchs nuls et une seconde défaite, au stade vélodrome municipal cette fois, face au Girondins de Bordeaux (0-2). Malgré les blessures et les suspensions, le Stade reprend sa marche en avant au printemps,. Le 24 mai 1942, Reims reçoit le Red Star pour le compte de la 16e journée du championnat. Alors que le championnat est déjà termine pour le reste des équipes, ce match déplacé, oppose les deux premiers du classement pour le titre de champion. Les stadistes s'imposent 2-0 grâce à un excellent Padron, et emportent le titre de champions de France Z.O.. En coupe de France, le parcours des Champenois s'arrête uniquement en finale "Zone Occupée", au stade de Colombes face aux anciens coéquipiers du Red Star(1-0).
La saison suivante, Albert Batteux (futur sélectionneur de l'équipe de France) fait son retour tandis que Perpère et Vernay quittent le club. L' Olympique Lillois tente à nouveau  de récupérer, comme l'été précédent, Vandooren, mais la 3FA rejette la demande. Les espoirs sont déçus avec une 5e place finale derrière le RC Lens, le FC Rouen, le SC Fives et les Girondins de Bordeaux et une élimination prématurée en Coupe. Vandooren perd son poste d'entraîneur en mars mais termine la saison comme joueur.

### Fin de carrière dans le football amateur
Jules Vandooren qui n'est toujours pas décidé à raccrocher ses crampons va fouler les pelouses du championnat de France amateur, qui, à l'époque est le troisième échelon du football français. Toujours comme joueur-entraîneur, il prend la direction de l'Arago sport orléanais dans la Ligue du Centre de football. À nouveau, les résultats sont au rendez-vous: l' Arago remporte 5 titres consécutifs dans la DH Centre de 1944 à 1948, et, en 1947 et 1948 termine vice-champion de France amateur.
Le 15 juin 1947 à Tours, les Orléanais sont défaits en finale par le FC Gueugnon. Jules Rimet, président de la Fédération française de football, remet au capitaine du gueugnonnais, André Churlet, la coupe du champion de France amateur. Et en 1948, ce sont les réserves du Stade de Reims qui arrivent à bout de l'Arago. Durant cette période, l'Arago se fait également remarquer en coupe de France, notamment en 1945, où le club de D3 est défait en quart par le RC Paris, après avoir sorti le Red Star en 8e de finale. L'année suivante, le « grand Jules » et ses hommes sortent le Stade de Reims avant de s'incliner uniquement après deux matchs, et la sortie sur blessure (jambe brisée) de Vandooren contre le Stade français.
En 1949, Vandooren a 41 ans et réalise son dernier transfert de joueur-entraîneur : il quitte le Loiret  pour le Calvados et le SM Caen. Cette année-là, un nouveau championnat de France amateur est créé, regroupant les champions des Divisions d'Honneur des ligues régionales afin de constituer une division 3 nationale. Le Stade Malherbe, auréolé du titre en Normandie participe à la CFA "Nord", et se classe 5e en 1949 et 1950, second en 1951 et 6e en 1952. Au stade de Venoix, les seuls trophées remportés par l'Armentiérois sont deux coupes de Normandie en 1949 et 1950. Ces récompenses seront les dernières de sa carrière de joueur. À l'âge de 43 ans et après près de 30 années de football, Jules Vandooren met un terme à sa carrière de joueur.

## En équipe de France

Tactique WM

### Premières sélections et Coupe du monde 1934
C'est à l'époque un comité de sélection  qui encadre l'équipe de France, Gaston Barreau est le manager technique en match tandis que Raoul Caudron, André Rigal et Maurice Delanghe complètent le comité de sélection. Profitant de la bonne saison de l'Olympique Lillois, Vandooren fête sa première cap  le 12 février 1933 dans un match amical opposant la France à l'Autriche au Parc des Princes. L'Autriche domine les bleus 0-4, et Vandooren est aligné 90 minutes. Un mois plus tard, Vandooren est sélectionné pour le déplacement en Allemagne, au stade Grünewald, mais sort sur blessure après  seulement 9 minutes de jeu. Cette blessure le tient éloigner des terrains pour la réception de la Belgique en avril, mais Vandooren fait son retour dans l'équipe pour les amicaux face à l'Espagne, au pays de Galles, ainsi que pour la déroute 4-1 face à l'Angleterre en décembre à White Hart Lane. Ces premières sélections ont lieu en même temps que le gardien de but Robert Defossé, son coéquipier à l'Olympique lillois.
Début 1934, l'influence de l'Anglais George Kimpton grandit dans le staff de la sélection. Il passe de formateur tactique pour la FFFA à manager  en match à l'orée de la coupe du monde 1934. Sous son influence, la tactique W-M est adoptée. Imaginée par Herbert Chapman à Arsenal et relayée par Billy Aitken et d'autres entraineurs britanniques, ce dispositif se généralise dans l'hexagone durant les années 1930. Vandooren évoluera durant la plus grande partie de sa carrière dans cette formation au poste d'arrière latéral droit.

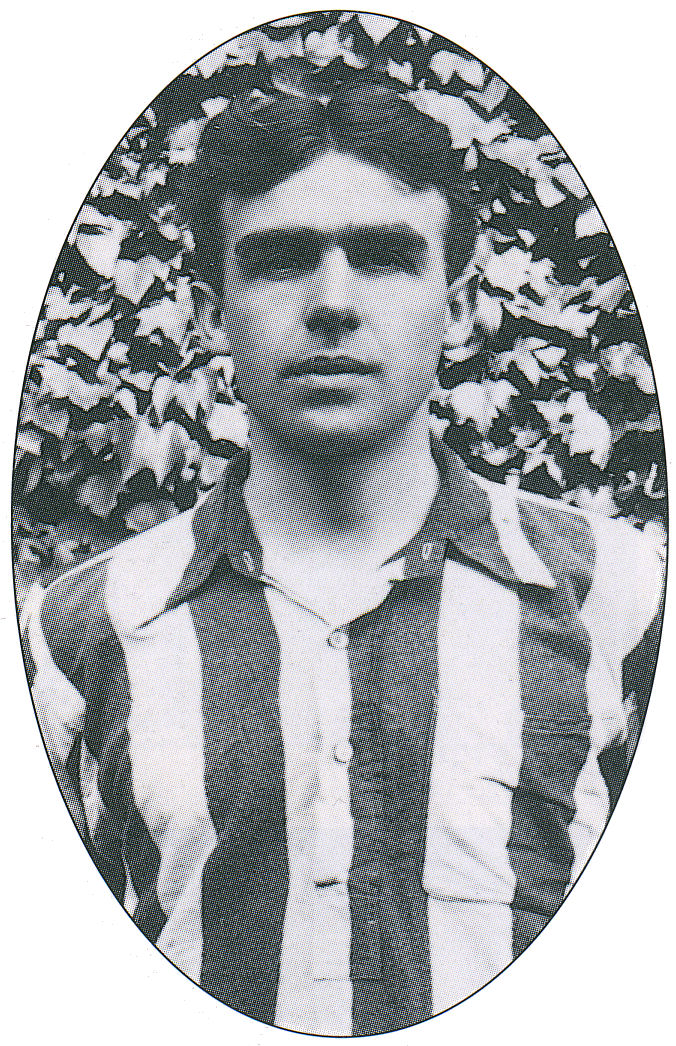
George Kimpton, manager en match à la Coupe du monde 1934

Si Vandooren joue face à la Belgique et la Suisse en début d'année, la prise de pouvoir de Kimpton signifie la sortie du onze pour le Nordiste lors de l'amical face à la Tchécoslovaquie, et pour le match qualificatif pour la coupe du monde au Luxembourg. Vandooren fait néanmoins partie du groupe qui se rend en Italie pour la coupe du monde 1934. Il reste sur le banc lors de l'unique match des bleus dans cette compétition. À Turin, la wunderteam autrichienne de Hugo Meisl, favorite du tournoi, s'impose 3-2 après prolongations. Malgré la défaite, la performance de l'équipe est saluée et ce sont près de 4 000 supporters qui accueillent l'équipe de France à son retour à la gare de Lyon, à Paris. Malgré cet accueil, Barreau reprend son poste de manager en match, et Kimpton retourne à son poste de formateur tactique.

### En route vers la première Coupe du monde en France
Dès le début de 1935, Vandooren s'installe dans le onze lors des amicaux face à l'Espagne, l'Italie et l'Allemagne. La lourde défaite 1-3 face à la Mannschaft en mars change la donne. L'entraineur anglais George Kimpton est relégué au poste d'assistant tacticien, et c'est Barreau qui reprend les rênes de l'équipe. Vandooren perd sa place de titulaire pour le déplacement à Bruxelles du 14 avril. Durant ce match, Vandooren est le principal protagoniste d'un cafouillage réglementaire. Alors que la mi-temps approche, Mattler se met à boiter, et à la 43e minute Vandooren le remplace. Des conciliabules ont lieu entre arbitres, officiels et entraîneurs. À la reprise du match, Mattler a repris sa place sur le terrain et Vandooren sa place sur le banc. À l'époque, les changements étaient prohibés après la 40e minute, et le changement est donc annulé par l'arbitre. Vandooren devra donc attendre le 19 mai 1935 et la réception de la Hongrie pour fêter sa onzième sélection.
L'année 1936 voit la fin du comité de sélection et Gaston Barreau devient l'unique sélectionneur. Sans compétition officielle au programme, seuls quatre amicaux sont au programme des bleus. Vandooren prend part au match contre la Tchécoslovaquie et au match face à la Yougoslavie, tous deux au Parc des Princes. Les Tchécoslovaques, finalistes de la dernière Coupe du monde, sont supérieurs et s'imposent aisément 0-3, tandis qu'en décembre les Yougoslaves sont défaits 1-0, mais sans convaincre. Durant ces deux rencontres Vandooren, pourtant capitaine, fait des erreurs et ne semble pas à l'aise dans le WM de Barreau. Son entente avec Georges Beaucourt et Jean Gautheroux pose question. Aussi, ces trois joueurs disparaissent de la sélection en 1937.
Les bleus enchainent quatre défaites pour commencer 1937, avant de se reprendre en automne face à la Suisse et les Pays-Bas. En décembre, le match nul contre les champions du Monde italiens est un bon résultat, même si les nombreux arrêts de Laurent Di Lorto y sont pour beaucoup.

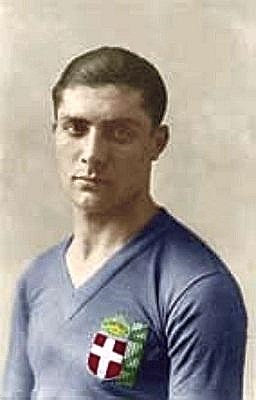
L'Italie de Giuseppe Meazza élimine la France en quarts de finale de la Coupe du monde 1938

En 1938, la France organise la Coupe du monde et, en tant que pays organisateur est dispensé des qualifications. L'équipe de France obtient de bons résultats en amical  face à la Belgique et à la Bulgarie, avant de céder face à l'Angleterre. Jules Vandooren ne participe pas à ces matchs, mais est néanmoins repris dans la sélection pour la coupe du monde. En huitième de finale, à Colombes, la France bat ses voisins belges par 3-1 grâce à Émile Veinante et Jean Nicolas devant plus de quarante cinq mille personnes. Une semaine plus tard, toujours à Colombes, c'est l'Italie qui s'oppose au pays organisateur devant, cette fois ci, près de septante mille personnes. Les Italiens sont plus rapides et athlétiquement supérieurs, ils l'emportent grâce à Gino Colaussi et Silvio Piola. Giuseppe Meazza et consorts battront ensuite le Brésil en demi-finale, et la Hongrie en finale pour devenir champions du monde pour la deuxième fois consécutive.

### Fin de carrière internationale dans une Europe qui sombre dans  la guerre
Deux années après sa dernière titularisation, Vandooren retrouve la vareuse bleue le 4 décembre 1938 à nouveau face à la Squadra Azzura, au Stadio Partenopeo de Naples. L'ambiance est électrique et les Français refusent de faire le salut fasciste devant l’état-major de Mussolini. Cela provoque la colère de la foule qui s'en prend aux tricolores et aux musiciens qui tentent de jouer la Marseillaise. Le match est rugueux et à la 32e Vandooren ôte involontairement le cuir des mains de René Llense ce qui permet à Amedeo Biavati d'ouvrir la marque. Le score ne changera plus.
Gaston Barreau maintient sa confiance dans les acteurs de la bataille de Naples et le retour en grâce de Vandooren se poursuit en 1939. C'est une année faste pour l'équipe de France de football avec trois victoires et un seul nul face à la Hongrie. Après de nombreux essais durant les saisons précédentes, la défense composée de Raoul Diagne, Etienne Mattler, Auguste Jordan et Vandooren est inchangée pour les quatre amicaux programmés. En attaque, cette année 1939 voit l'éclosion de Larbi Benbarek qui marque face à la Hongrie et se montre à son avantage dans autres rencontres,.
Dans une Europe précipitée dans la guerre, un seul match amical est programmé en 1940 pour la sélection tricolore. Le 28 janvier, le Portugal est défait 3-2 au Parc des Princes. En ce début de conflit, ce match sera le dernier en bleu pour Emile Veinante, Étienne Mattler, et Raoul Diagne. Dans cette ultime rencontre ensemble, Vandooren et Mattler sont décrits comme "...deux vieux lions animés d'un dynamisme sur lequel les ans n'ont pas de prise...". Aucune rencontre n'aura lieu en 1941.
Jules Vandooren est lors de ses deux dernières sélections, en 1942, entraîneur-joueur au Stade de Reims, ce qui fait de lui simultanément un joueur de haut niveau en équipe de France et un entraineur à succès au vu du titre remporté par le Stade en 1942. En mars, au Stade Vélodrome de Marseille, la Suisse prend le meilleur sur des bleus en manque de rythme et d'automatismes après deux années sans rencontres. Une semaine plus tard, l'Espagne dispose aisément de la France 4-0 à Séville. Outre le manque de rythme, l'équipe de France est également victime de l'abandon du professionnalisme de son football, qui affecte le niveau. La défenseur nordiste, qui porte le brassard de capitaine pour ces deux rencontres, ne sera plus sélectionné par la suite.

## L'entraîneur
C'est en Belgique, à La Gantoise que Jules Vandooren est recruté comme entraîneur à l'été 1952. Le club du président Achille Delongie vit quelques-unes de ses plus belles années en championnat de Belgique sous sa houlette. Avec sous ses ordres des joueurs du calibre de Armand Seghers et Richard Orlans, les « Buffalos » terminent neuvièmes en 1953, troisièmes à un point d'Anderlecht en 1954, deuxièmes en 1955, et enfin douzièmes en 1956. Durant cette période précédant la première coupe d'Europe, de nombreuses rencontres amicales sont programmées, et des adversaires de renom viennent défier l'équipe de Vandooren, considérée à l'époque comme une des meilleures de Belgique. Citons parmi ces invités de marques: le Blackpool Football Club de Stanley Matthews, le Real Madrid d'Alfredo Di Stéfano, le Budapest Honvéd de Ferenc Puskás, le Stade de Reims de Raymond Kopa et également le Santos FC du grand Pelé. C'est un ancien coéquipier en équipe de France du « grand Jules », Edmond Delfour, déjà passé par Gand de 1945 à 1950, qui prend les commandes de l'équipe en 1956.
De 1956 à 1959, retour en France et retour à l'Arago sport orléanais pour le technicien nordiste, où, en DH centre, il remporte un nouveau titre de champion en 1957 et ce après ceux de 1944, 1945, 1946, 1947 et 1948.
À la suite de sa descente en division 2 à la fin de la saison 1959, le LOSC engage Jules Vandooren pour succéder à André Cheuva. L'héritage est lourd, Cheuva ayant dirigé l'équipe durant 13 années avec à la clef un titre de champion de France en 1954, et 4 coupes de France (record codétenu par Guy Roux) en 1947, 1948, 1953, et 1955. L'ossature de l'équipe reste pourtant solide avec Bernard Chiarelli, Roland Clauws, Guy Nungesser et Enzo Zamparini. Malgré un quart de finale de coupe de France en 1960 perdu face à l'AS Saint-Étienne (3-1) de René Vernier, le LOSC se classe à la onzième place en fin de championnat et atteint les quarts de finale de la coupe de France. Les Lillois s'inclinent à ce stade de la compétition face à l'AS Saint-Étienne de René Vernier (3-1). Un an plus tard, le club termine à la neuvième place.
Le 20 août 1960, le Sénégal du président Léopold Sédar Senghor déclare son indépendance. Dans la foulée, la même année, la fédération sénégalaise de football est fondée. Cette dernière est affiliée à la FIFA en 1962 et à la CAF en 1963. Le 31 décembre 1961, le premier match officiel des « lions de la Teranga » est programmé contre le Dahomey, l'ancien Bénin. Pour occuper le poste de premier sélectionneur national de l'histoire de la FSF, c'est Raoul Diagne, premier international français de couleur en 1931, qui est choisi. Il appelle alors son ancien coéquipier chez les « Bleus », Jules Vandooren comme assistant technique.
En 1963, le pays organise, à Dakar, les Jeux de l'Amitié opposant dans de nombreuses disciplines divers pays africains et la France. Dans le tournoi de football, les nations sont réparties dans quatre poules. Lors du tirage au sort, le Sénégal hérite du Cameroun, du Niger et du Nigeria. En ouverture, Raoul Diagne et ses joueurs gagnent par le plus petit écart contre le Cameroun, pour ensuite disposer plus facilement du Nigeria (5-1) et du Niger (3-1). Dans le dernier carré, l'équipe de France amateur est battue 2-0 par les lions de la Teranga, grâce notamment à un but de Youssoupha NDiaye, tandis que dans l'autre demi-finale, la Tunisie sort la Mauritanie (2-1). En finale, la joute entre la Tunisie et le Sénégal se termine par un match nul 1-1, mais c'est le pays organisateur qui est déclaré vainqueur au nombre de corners.
Il rejoint ensuite le Club Sportif Sedan Ardennes. Malgré une troisième place finale en 1963, il n'arrive pas à amener Pierre Michelin, Roger Lemerre, Yves Herbet et Maxime Fulgenzy plus haut qu'à la douzième place. À l'été, Dugauguez reprend l'équipe en main et Vandooren, annoncé à La Gantoise, retourne à l'Arago sport orléanais.
De 1964 à 1966, il passe deux nouvelles saisons à l'Arago sport orléanais en CFA. En mai 1965, le maintien en CFA Ouest est assuré de justesse avec une neuvième place finale sur 13 équipes participantes, tandis que la saison suivante la onzième place en CFA Centre signifie la relégation.
Jules Vandooren signe alors en Belgique au Cercle de Bruges. À l'époque, le club de la « Venise du Nord » connait une tradition d'entraîneurs tricolores. Les prédécesseurs dans le « dug-out » des verts et noirs sont en effet des vieilles connaissances du grand Jules : Edmond Delfour de 1958 à 1962, Jules Bigot en 1962-1963, et Georges Meuris de 1963 à 1966. À l'été 1966, relégué sportivement en D2, le Cercle est impliqué dans une affaire de corruption. Bogaert, joueur du K Lierse SK, déclare avoir été payé par le vice-président du Cercle Paul Lantsoght. L'Union belge de football condamne le club à une nouvelle dégradation vers la Division 3. La direction porte plainte, et les allégations du joueur se révèlent fausses. Le club est réhabilité mais le mal est fait, entretemps le championnat de Division 3 a débuté et décision est prise, par facilité d'organisation, d'y laisser les brugeois. Sur le plan purement sportif, les supporters du stade Edgar-Desmedt connaissent une belle saison ponctuée par l'éclosion de Julien Verriest, une future légende du club, et par une quatrième place finale.
Il s'ensuit un court déménagement et un retour vers La Gantoise pour Vandooren. À l'issue d'une saison 1966-1967 cauchemardesque, les buffalos emmenés par Jules Bigot plongent en deuxième division. Le club est repris en main par le duo Mastelinck-Naudts, et sous l'impulsion du nordiste les Gantois remportent le championnat de seconde division fin 1968. En 1968-1969, le maintien est assuré avec une onzième place, et la saison suivante reste une des meilleures du club avec la troisième marche du podium en division 1. On retrouve dans l'effectif de l'époque Mahieu, Deviaene, Brkljačić, De Groote, Ghellynck, les internationaux luxembourgesoi Konter et Léonard, Dos Santos, Sztáni (qui remplacera Vandooren comme entraîneur en 1971), Zorgvliet, Tavernier, Delmulle et surtout l'ancien anderlechtois Jef Jurion, vainqueur du soulier d'or 1957 et 1962. L'année suivante est à nouveau catastrophique, à six journées de la fin du championnat la descente en D2 est déjà actée. Le second passage de Jules Vandooren à Gand se termine sur cette déconvenue, mais il restera néanmoins un entraineur marquant dans l'histoire du club flandrien. Le titre de vice-champion de Belgique en 1955 et les troisièmes places en 1954 et en 1970 constituent les meilleures performances du club, et ce, jusqu'à la deuxième place acquise sous les ordres de Michel Preud'homme en 2010 puis le titre de champion décroché par Hein Vanhaezebrouck en 2015.
À 61 ans, Jules Vandooren réalise une dernière pige en Belgique, au Royal Excelsior Mouscron. Le club frontalier est situé à seulement situé à quelques kilomètres de Lille et bien qu'évoluant à l'époque en division 3, le club a réussi par le passé à attirer quelques gloires des dogues: Albert Dubreucq de 1965 à 1968, et Jules Bigot de 1969 à 1971. Les joueurs à disposition sont Slegtinck, Hombecq, Heughebaert, Barbe, Coquide, Nollet, Buyse, Rixhon, Pamula, Eereboudt, Gilbert Libon. Vandooren est remplacé en cours de saison par Richard Orlans, qui ne parviendra pas à sauver le club de la descente en promotion à l'issue de la saison 1971.

### Destins croisés
Durant les années 1950 et 1960 les entraîneurs français eurent un certain succès en Belgique. C'est Edmond Delfour qui ouvre la voie dès 1946 en prenant la direction de La Gantoise. L'ancien milieu de l'équipe de France passera près d'une douzaine d'années dans le championnat belge et entrainera dans son sillage d'autres anciens bleus comme Jules Bigot, Georges Meuris, Albert Dubreucq et...Jules Vandooren. Ces entraineurs eurent de véritable destins croisés. À l'exception de Delfour, ils sont originaires de la région lilloise, furent coéquipiers en équipe de France ainsi qu'à Olympique lillois. Mais leurs trajectoires communes ne s'arrêtent pas là, on les retrouve également aux commandes des mêmes clubs. La Gantoise fut dirigée à deux reprises par Delfour de 46 à 51 puis de 56 à 59, à deux reprises par Vandooren de 52 à 56 et de 67 à 71, mais également une saison par Jules Bigot en 66-67! Les dirigeants du Cercle Bruges firent à peu de chose près les mêmes choix, et dans le même ordre, que les dirigeants gantois: Delfour de 59 à 62, Bigot en 62-63, Georges Meuris de 63 à 66, et enfin Vandooren en 1966-67. Un échelon plus bas le Royal Excelsior Mouscron donnera aussi les rênes à ces nordistes, Albert Dubreucq  dirigea l'équipe de 1965 à 1698 (avant de revenir en 77-78), Jules Bigot de 69 à 71 et enfin Vandooren en 1971-1972. De l'autre côté de la frontière, Vandooren et Bigot se succédèrent également au LOSC, respectivement de 1959 à 1961 et 1963 à 1966.
Au début des années 1960 d'autres techniciens français suivirent leurs traces dans le plat pays. Pierre Sinibaldi fit les beaux jours d'Anderlecht avec 4 titres de champions de Belgique et une coupe de Belgique. Tandis que Jean Prouff et Auguste Jordan offrirent le titre 1963  et une demi-finale de Coupe d'Europe des clubs champions en 1962 au Standard de Liège.

## Palmarès

### Palmarès de joueur

La carrière du "Grand Jules".

#### Carrière professionnelle
- Champion de France 1933 avec l'Olympique lillois
- Vice-champion de France 1936 avec l'Olympique lillois
- Finaliste de la Coupe de France 1939 avec l'Olympique lillois
- Vainqueur final au classement "Zone Occupée" 1941 avec le Red Star
- Vainqueur final au classement "Zone Occupée" 1942 avec le Stade de Reims

#### Carrière amateure
- Finaliste de la Coupe Peugeot 1931 avec l'Olympique lillois.
- Championnat USFSA Nord en 1931 avec l'Olympique lillois
- Champion de DH Centre en 1944, 1945, 1946, 1947, 1948 et 1957 avec l'Arago sport orléanais.
- Coupes de Normandie en 1949 et 1950 avec le SM Caen

### Palmarès d'entraîneur
- Champion de division 2 belge en 1968 avec La Gantoise.
- Vice-champion de Belgique en 1955 avec La Gantoise.
- Vice-champion de France amateur 1947 et 1948 avec l'Arago sport orléanais
- Vainqueur final au classement "Zone Occupée" 1942 avec le Stade de Reims.
- Champion de division d'honneur du Centre en  1944, 1945, 1946, 1947,1948 et 1957 avec l'Arago Orléans.
- Coupes de Normandie 1949 et 1950 avec le SM Caen
- Vainqueur des Jeux de l'Amitié 1963 avec le Sénégal, en tant qu'assistant technique.